# Giuncheto
Giuncheto település Franciaországban, Corse-du-Sud megyében. Lakosainak száma 101 fő (2022. január 1.). Giuncheto Sartène községgel határos.

## Népesség
A település népességének változása:
| Lakosok száma | 77   | 41   | 46   | 87   | 80   | 81   | 86   | 89   | 91   | 101  |
|               | 1968 | 1982 | 1990 | 2006 | 2013 | 2015 | 2017 | 2019 | 2020 | 2022 |